# Saurauia trunciflora
Saurauia trunciflora är en tvåhjärtbladig växtart som beskrevs av Elmer Drew Merrill. Saurauia trunciflora ingår i släktet Saurauia och familjen Actinidiaceae. Inga underarter finns listade i Catalogue of Life.